# Catopta albonubilus
Catopta albonubilus is een vlinder uit de familie van de houtboorders (Cossidae). De wetenschappelijke naam van de soort werd voor het eerst geldig gepubliceerd in 1888 door Graeser.